# Krînîcikî, Starobilsk
Krînîcikî (în ucraineană Кринички) este un sat în comuna Kalmîkivka din raionul Starobilsk, regiunea Luhansk, Ucraina.

## Demografie
Componența lingvistică a localității Krînîcikî
     Ucraineană (93,59%)
     Rusă (6,41%)
Conform recensământului din 2001, majoritatea populației localității Krînîcikî era vorbitoare de ucraineană (93,59%), existând în minoritate și vorbitori de rusă (6,41%).